# (6687) Lahulla
(6687) Lahulla est un astéroïde de la ceinture principale.

## Description
(6687) Lahulla est un astéroïde de la ceinture principale. Il fut découvert le 16 mars 1980 à La Silla par Claes-Ingvar Lagerkvist. Il présente une orbite caractérisée par un demi-grand axe de 2,26 UA, une excentricité de 0,02 et une inclinaison de 0,5° par rapport à l'écliptique.

## Compléments